# Lasertryk.dk
|  | Flytteforslag Denne side er foreslået flyttet til Scandinavian Print Group. Klik her for at se flytteforslaget. |

Scandinavian Print Group A/S  eller Lasertryk.dk er en dansk trykkerivirksomhed med hovedkvarter i Aarhus og kunder i Skandinavien. En vigtig del af deres online bestillinger af trykkerimaterialer og reklameprodukter foregår igennem hjemmesiden Lasertryk.dk. Virksomheden blev stiftet i 1999 og har i dag kunder i Danmark, Norge, Sverige, Polen og Tyskland. I 2017 blev virksomheden opkøbt af tyske Onlineprinters, hvorefter de skiftede navn fra Lasertryk.dk til Scandinavian Print Group.
I 2023 havde de 670 ansatte og omsatte for 809 mio. kroner.
Koncernen har salgsselskaber i udlandet: LaserTryck.se AB i Sverige, LaserTryk.co.uk Ltd i Storbritannien, LaserTryk.de GmbH i Tyskland og Lasertrykk.no AS i Norge.

## Historie
Virksomheden blev stiftet 5. maj 1999 af Anders Grønborg og Esben Mols Kabell, ved lidt af et tilfælde som EntertainMen ApS, der under binavnet UngFerie arrangerede fester og ferie for unge. Behovet for tryksager førte til indkøbet af virksomhedens første digitale trykkemaskine, hvilket affødte virksomhedens første kunder i form af eksisterende samarbejdspartnere, primært i diskoteksbranchen. En aggressiv prispolitik og satsning på volumen førte hurtigt til succes for den aarhusianske virksomhed.
LaserTryk.dk blev i 2018 solgt til det tyske onlinetrykkeri, Onlineprinters Gmbh. I den forbindelse skiftede selskabet navn til Scandinavian Print Group og den ene af stifterne, Anders Grønborg, stoppede i selskabet i 2019.
LaserTryk.dk A/S var det første danske trykkeri, der i 2013 underskrev en tiltrædelseserklæring til CSR-kodekset for den grafiske branche.